# 구천각
구천각(九千閣)은 함경남도 함흥시 동흥산구역 동흥산에 자리잡고 있는 누정이다. 옛날 함흥읍성의 북장대(북쪽의 군사지휘소)로 고려 시대인 1108년에 처음 세웠고 조선 시대인 1713년에 고쳐 지었다. 함흥성은 고려 때 북관을 개척하고 설치한 9개의 성 중 하나이다. 구천각은 전시에는 전투 지휘처로 평시에는 적을 감시하는 망루(초소)로 이용되었다. 1906년경 철거되어 현재 남아있지 않다.